# Iván Velasco
Iván Velasco Murillo (Arrasate, 7 febbraio 1980) è un dirigente sportivo ed ex ciclista su strada spagnolo, professionista dal 2006 al 2014.

## Carriera
Buon gregario, passa professionista nel 2006 con l'Orbea, trasferendosi l'anno successivo all'Euskaltel-Euskadi. Nel 2013, dopo sei stagioni all'Euskaltel, passa tra le file del team Caja Rural. Conclude la carriera professionistica a fine 2014, senza aver ottenuto vittorie.
Nel 2022 diventa direttore sportivo del Movistar Team.

## Piazzamenti

### Grandi Giri
- Giro d'Italia

2007: 76º
2008: 54º
2012: squalificato (20ª tappa)
- Tour de France

2010: 62º
2011: non partito (6ª tappa)
- Vuelta a España

2008: 51º
2012: 26º
2013: non partito (11ª tappa)

### Classiche monumento
- Milano-Sanremo

2009: 121º
2011: 130º
- Liegi-Bastogne-Liegi

2011: ritirato
- Giro di Lombardia

2008: 41º
2009: 52º